# Enrique Morea
Enrique Morea, né le 11 avril 1924 à Buenos Aires et mort le 15 mars 2017 dans la même ville, est un joueur de tennis argentin, actif de la fin des années 1940 au début des années 1960.
Figure et précurseur du tennis argentin, il s'est classé n°1 national à 16 reprises entre 1946 et 1966 et était considéré comme le meilleur joueur de tennis sud-américain. Il a fait partie des 10 meilleurs mondiaux en 1953 et 1954. Son palmarès compte notamment un titre en double mixte à Roland-Garros.

## Biographie
Ingénieur de formation, Enrique Morea a été élu Président de la Fédération Argentine de Tennis (AAT) pendant cinq mandats (de 1973 à 1979, puis de 1997 à 2014), il a obtenu le titre de président honoraire en 1993. Il a également été vice-président de la Fédération internationale de tennis entre 1977 et 1979. Durant les années 1970, il a arbitré à trois reprises la finale de la Coupe Davis (1972, 1976 et 1979).
Il a été récompensé par la Fédération internationale de tennis par un Golden Achievement Award en 2002 pour son engagement dans le développement du tennis en Argentine.
Marié à Alicia, il a trois enfants : Enrique, Maria Luz et Marian.

## Carrière
Enrique Morea se révèle en 1946 lorsqu'il atteint la finale du tournoi des Internationaux de France en double avec Pancho Segura. Il a eu cependant l'occasion d'inscrire son nom au palmarès du tournoi en s'imposant en double mixte quatre ans plus tard, associé à l'Américaine Barbara Scofield. Parmi ses faits de gloire figurent également trois finales de double mixte à Wimbledon au début des années 1950.
En 1951, il s'adjuge la médaille d'or en simple et en double (avec Alejo Russell) des premiers Jeux panaméricains, se déroulant dans sa ville natale de Buenos Aires. Il décroche aussi l'argentin en double mixte (avec Felisa Piedrola de Zappa).
En 1953, il perd la finale de la première édition du Trofeo Conde de Godó contre l'Américain Vic Seixas, 22-20 au troisième set. Il remporte l'épreuve de double associé à ce dernier. La semaine précédente, il était parvenu jusqu'en demi-finale à Roland-Garros où il avait battu Mervyn Rose et Gardnar Mulloy. Il s'incline en cinq sets contre Ken Rosewall. Il réédite la même performance l'année suivante en disposant une nouvelle fois de Mulloy après avoir écarté Philippe Washer. Dans les autres tournois, il est deux fois huitième de finaliste à Wimbledon (1946 et 1947) et une fois à l'US Open (1955).
Il a fait ses débuts en Coupe Davis en 1948 contre la Belgique. Confronté au manque de moyens de la fédération et aux difficultés de voyages, il ne participe qu'à sept autres rencontres disputées par son équipe entre 1952 et 1958. Il devient ensuite le capitaine de l'équipe.

## Palmarès

### Titre en simple messieurs
| No | Date | Nom et lieu du tournoi          | Catégorie | Surface      | Finaliste        | Score         |  |
| -- | ---- | ------------------------------- | --------- | ------------ | ---------------- | ------------- |  |
| 1  | 1953 | British Hard Court, Bournemouth |           | Terre (ext.) | Felicisimo Ampon | 6-3, 6-2, 6-1 |  |

### Finales en simple messieurs
| No | Date | Nom et lieu du tournoi                    | Catégorie | Surface      | Vainqueur   | Score           |  |
| -- | ---- | ----------------------------------------- | --------- | ------------ | ----------- | --------------- |  |
| 1  | 1953 | Tournoi de tennis de Barcelone, Barcelone |           | Terre (ext.) | Vic Seixas  | 6-3, 6-4, 22-20 |  |
| 2  | 1954 | Internationaux d'Italie, Rome             |           | Terre (ext.) | Budge Patty | 11-9, 6-4, 6-4  |  |

### Titres en double messieurs
| No | Date | Nom et lieu du tournoi                   | Catégorie | Surface      | Partenaire      | Finalistes                        | Score                   |  |
| -- | ---- | ---------------------------------------- | --------- | ------------ | --------------- | --------------------------------- | ----------------------- |  |
| 1  | 1953 | Tournoi de tennis de Barcelone Barcelone |           | Terre (ext.) | Vic Seixas      | Jaime Bartrolí Lennart Bergelin   | 6-3, 3-6, 6-3, 6-1      |  |
| 2  | 1954 | Internationaux d'Italie Rome             |           | Terre (ext.) | Jaroslav Drobný | Tony Trabert Vic Seixas           | 6-4, 0-6, 3-6, 6-3, 6-4 |  |
| 3  | 1955 | Internationaux d'Italie Rome             |           | Terre (ext.) | Arthur Larsen   | Nicola Pietrangeli Orlando Sirola | 6-1, 6-4, 4-6, 7-5      |  |

### Finales en double messieurs
| No | Date       | Nom et lieu du tournoi                          | Catégorie | Surface      | Vainqueurs                | Partenaire    | Score                    |          |
| -- | ---------- | ----------------------------------------------- | --------- | ------------ | ------------------------- | ------------- | ------------------------ | -------- |
| 1  | 18-07-1946 | Internationaux de France Paris                  | G. Chelem | Terre (ext.) | Marcel Bernard Yvon Petra | Pancho Segura | 7-5, 6-3, 0-6, 1-6, 10-8 | Parcours |
| 2  | 1953       | Tournoi de tennis de la côte Pacifique Berkeley |           | NC           | Tony Trabert Vic Seixas   | Hugh Stewart  | 6-4, 6-2, 6-4            |          |
| 3  | 1955       | Tournoi de tennis de la côte Pacifique Berkeley |           | NC           | Tony Trabert Vic Seixas   | Roger Becker  | 6-3, 6-4                 |          |

### Titres en double mixte
| No | Date       | Nom et lieu du tournoi                 | Catégorie | Surface      | Partenaire       | Finalistes                         | Score    |          |
| -- | ---------- | -------------------------------------- | --------- | ------------ | ---------------- | ---------------------------------- | -------- | -------- |
| 1  | 24-05-1950 | Internationaux de France Paris         | G. Chelem | Terre (ext.) | Barbara Scofield | Patricia Canning Todd Bill Talbert | Forfait  | Parcours |
| 2  | 17-09-1953 | Pacific Coast Championships Berkeley   |           | Dur (ext.)   | Shirley Fry      | Dorothy Bundy Gilbert Shea         | 6-2, 6-4 | Parcours |
| 3  | 1955       | Internationaux d'Italie Rome           |           | Terre (ext.) | Pat Ward         | Beryl Penrose Mervyn Rose          | Forfait  |          |
| 4  | 25-09-1955 | Pacific Coast Championships Berkeley   |           | Dur (ext.)   | Barbara Bradley  | Angela Buxton Gardnar Mulloy       | 6-3      | Parcours |
| 5  | 19-04-1965 | River Plate Championships Buenos Aires |           | Terre (ext.) | Margaret Smith   | Lesley Turner Julián Ganzábal      | 6-1, 8-6 | Parcours |

### Finales en double mixte
| No | Date       | Nom et lieu du tournoi      | Catégorie | Surface      | Vainqueurs               | Partenaire        | Score         |          |
| -- | ---------- | --------------------------- | --------- | ------------ | ------------------------ | ----------------- | ------------- | -------- |
| 1  | 23-06-1952 | The Championships Wimbledon | G. Chelem | Gazon (ext.) | Doris Hart Frank Sedgman | Thelma Coyne Long | 4-6, 6-3, 6-4 | Parcours |
| 2  | 22-06-1953 | The Championships Wimbledon | G. Chelem | Gazon (ext.) | Doris Hart Vic Seixas    | Shirley Fry       | 9-7, 7-5      | Parcours |
| 3  | 20-06-1955 | The Championships Wimbledon | G. Chelem | Gazon (ext.) | Doris Hart Vic Seixas    | Louise Brough     | 8-6, 2-6, 6-3 | Parcours |

## Parcours dans les tournois duGrand Chelem

### En simple
| Année | Open d'Australie | Open d'Australie | Internationaux de France | Internationaux de France | Wimbledon       | Wimbledon       | US Open         | US Open       |
| ----- | ---------------- | ---------------- | ------------------------ | ------------------------ | --------------- | --------------- | --------------- | ------------- |
| 1946  | —                | —                | 1er tour (1/32)          | C. Boussus               | 1/8 de finale   | Geoff Brown     | 1er tour (1/64) | Harry Likas   |
| 1947  | —                | —                | 3e tour (1/16)           | Pierre Pellizza          | 1/8 de finale   | Jaroslav Drobný | 3e tour (1/16)  | Jack Kramer   |
| 1948  | —                | —                | 1er tour (1/64)          | Benny Berthet            | 3e tour (1/16)  | Eric Sturgess   | 3e tour (1/16)  | Herbert Flam  |
| 1950  | —                | —                | 2e tour (1/32)           | Henri Bolelli            | 2e tour (1/32)  | Irv Dorfman     | —               | —             |
| 1952  | —                | —                | 2e tour (1/32)           | Nigel Cockburn           | 2e tour (1/32)  | Ken McGregor    | —               | —             |
| 1953  | —                | —                | 1/2 finale               | Ken Rosewall             | 2e tour (1/32)  | Ian Ayre        | 2e tour (1/32)  | Torben Ulrich |
| 1954  | —                | —                | 1/2 finale               | Art Larsen               | —               | —               | —               | —             |
| 1955  | —                | —                | 1/8 de finale            | Sven Davidson            | 2e tour (1/32)  | Sven Davidson   | 1/8 de finale   | Tony Trabert  |
| 1958  | —                | —                | —                        | —                        | —               | —               | 2e tour (1/32)  | Rod Laver     |
| 1961  | —                | —                | 2e tour (1/32)           | Bobby Wilson             | 1er tour (1/64) | Ron Holmberg    | —               | —             |

N.B. : à droite du résultat se trouve le nom de l'ultime adversaire.